# Sausalito (California)
Sausalito es una ciudad del Área de la Bahía de San Francisco en el condado de Marin, California. El nombre significa "sauzalito": pequeña arboleda de  sauces.
Situada junto al Puente Golden Gate, alberga 7,000 habitantes y posterior al desarrollo industrial que tuvo durante la Segunda Guerra Mundial, 
adquirió reputación como colonia de artistas y bohemios que vivían en casas flotantes sobre la bahía.
Goza de un clima mediterráneo, mucho más benigno que San Francisco al otro lado de la bahía y es un destino turístico muy importante. Es ciudad hermana de Viña del Mar, en Chile, lugar donde un vasto sector de áreas verdes de la ciudad tiene el nombre de Sausalito, así como una laguna y el estadio de la ciudad, el Estadio Sausalito, que albergó la Copa Mundial de Fútbol de 1962, la Copa América 1991 y la Copa América 2015.

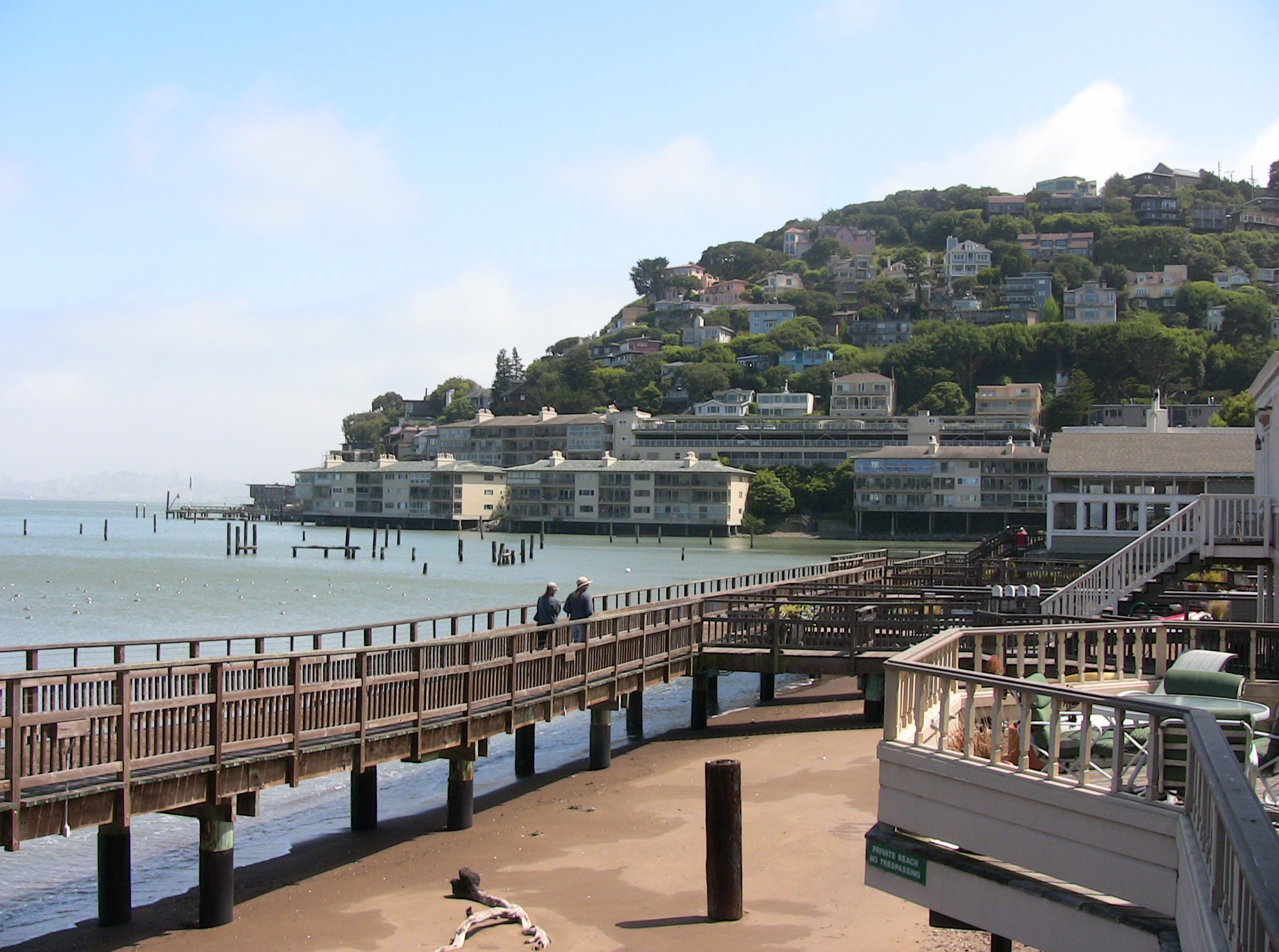

## Educación
El Distrito Escolar de Sausalito Marin City gestiona las escuelas públicas.